# جان مک‌نایل
سِر جان مک‌نایل (به انگلیسی: Sir John McNeill) (زاده ۱۲ اوت ۱۷۹۵ - درگذشته ۱۷ مه ۱۸۸۳) دیپلمات اسکاتلندی و جراح بود که دستکم به مدت ۸ سال نمایندگی دولت بریتانیا در ایران را بر عهده داشت. وی صاحب نشان حمام، عضو شورای خصوصی بریتانیا، عضو انجمن سلطنتی ادینبرو و عضو انجمن سلطنتی ستاره‌شناسی هم بود.

## سال‌های نخست
جان مک‌نایل در ۱۲ اوت ۱۷۹۵ در جزیره اورونسِی واقع در مجمع‌الجزایر هبریدهای داخلی که در غرب اسکاتلند قرار دارد به دنیا آمد. او سومین پسر از شش پسر جان مک‌نایل، لرد کولونسی و اورونسی (۱۷۶۷–۱۸۴۶) و همسرش هِستر مک‌نایل (متوفی ۱۸۴۳) بود. برادر بزرگتر او دانکن مک‌نایل، بارون نخست کولونسی و اورونسی است.

## تحصیلات
او در دانشگاه ادینبرو به تحصیل پزشکی پرداخت و در سال ۱۸۱۴ در سن نوزده سالگی با درجه دکترای پزشکی از این دانشگاه فارغ‌التحصیل شد.

## پیشه‌ها

### هندوستان
مک‌نایل در ۶ سپتامبر ۱۸۱۶ به عنوان دستیار جراح در کمپانی هند شرقی بریتانیا واقع در بمبئی مشغول به کار شد. سپس در سال ۱۸۱۹ به ایران منتقل گردید. مک‌نایل در ۱ مه ۱۸۲۴ توانست مجوز جراحی به دست آورد و در ۴ ژوئن ۱۸۳۶ از خدمت پزشکی بازنشسته شد و تمام وقت خود را صرف جنبه‌های دیپلماتیک کمپانی هند شرقی نمود.
او در سال‌های ۱۹–۱۸۱۸ جمعیِ نیروی زمینی سرهنگ ایست در بخش کوتچ و اوکاموندل و سپس به سمت معاون انباردار پزشکی در فرمانداری دست یافت.

### ایران
جان مک‌نایل از ۱۸۲۴ تا ۱۸۳۵ عضو هیئت اعزامی کمپانی هند شرقی به ایران بود. در ابتدا پزشک هیئت بود اما کمی بعد دستیار سیاسی جان مکدونالد کینر، وزیر مختار وقت بریتانیا در ایران شد. وی در این سمت قابلیت‌های زیادی از خود نشان داد. او موفق به دریافت نشان تمثال همایون از فتحعلی شاه گردید. برای نمونه احتمال می‌رود وی در سال ۱۸۲۹ یکی از عوامل اصلی اغتشاشی بوده باشد که منتهی به قتل الکساندر گریبایدوف، وزیر مختار امپراتوری روسیه در ایران توسط شورشیان تهرانی شد.
نقل است عباس‌میرزا نایب‌السلطنه رازهای درونی خود را کاملاً در اختیار او می‌گذاشت. مک‌نایل بارها مانع از این شد که قشون ایران برای تصرف هرات که جزو اراضی ایران بود و نافرمان شده بود اقدام کند. با اینحال در نهایت عباس‌میرزا که برای سرکوب طغیان‌گران به خراسان رفته بود تصمیم گرفت به سمت هرات حرکت کند. مک‌نایل به سرعت خود را به اردوی نایب‌السلطنه رساند تا از ارتباط نزدیک خود با او استفاده کرده، مانع از حملهٔ قشون ایران به هرات گردد. در همین زمان ناگهان عباس‌میرزا می‌میرد.
وی در ۳۰ ژوئن ۱۸۳۵ دبیر هیئت ویژه اعزامی تحت سرپرستی سر هنری الیس به سوی ایران بود که برای تبریک تاجگذاری محمدشاه قاجار به ایران آمد. مک‌نایل مجوز نصب نشان افتخار شیر و خورشید از نوع درجه یک را از دربار ایران دریافت کرد. هنگامی که در سال ۱۸۳۶ به هند بازمی‌گشت جزوه‌ای تحت عنوان «پیشرفت و وضعیت فعلی روسیه در شرق» علیه روس‌ها به‌طور ناشناس منتشر نمود. وی از سال ۱۸۳۶ تا ۱۸۴۴ نماینده بریتانیا در ایران بود.
پس از مرگ عباس‌میرزا فرزندش محمدمیرزا به جای او نایب‌السلطنه شده و سپس شاه گردید. محمدشاه قاجار برای تصرف هرات به سوی آن شهر لشکر کشید. مک‌نایل در ۶ آوریل ۱۸۳۸ به اردوی ایران وارد شد و این در حالی بود که شاه به حضور او در اردو مایل نبود. او در ملاقات با شاه تلاش کرد محاصرهٔ هرات را پایان دهد و صلح ایجاد نماید اما شاه حاضر به پایان دادن به جنگ نبود.
مک‌نایل که می‌دید محمدشاه حاضر به مصالحه نیست در ۷ ژوئن اردوی شاه را ترک کرد و به هرات رفت و افغان‌ها را به مقاومت علیه ایران تشویق نمود. این در حالی بود که بسیاری از افغان‌ها خواهان صلح و پایان محاصره بودند. وزیر مختار انگلستان در همان حین مأموری را به حکومت هند بریتانیا فرستاد تا فرمانفرمای هند را در جریان آخرین رخدادها قرار دهد.
در نهایت وزیر مختار انگلیس از طرف دولت متبوع خود به شاه اطلاع داد در صورتی که ایران به محاصرهٔ هرات پایان ندهد، تمام روابط سیاسی با این کشور را قطع و علیه ایران اعلان جنگ خواهد داد. شاه ایران حاضر به این معامله نشد و سرانجام کشتی‌های جنگی انگلیسی در ۱۹ ژوئن ۱۸۳۸ وارد خلیج فارس شده و جزیرهٔ خارک را تصرف کردند. شاه که نمی‌خواست با انگلستان وارد جنگ شود پس از ۱۰ ماه محاصرهٔ هرات در ۹ سپتامبر ۱۸۳۸ تصمیم گرفت به سمت مشهد بازگردد.

### اسکاتلند
مک‌نایل در سال ۱۸۴۵ به ریاست هیئت نظارت بر قانون حمایت از فقرای اسکاتلند منصوب شد. او به مدت ۲۳ سال در این سمت باقی ماند. در طول قحطی سیب‌زمینی در اسکاتلند کوهستانی که تقریباً به اندازهٔ قحطی بزرگ ایرلند فاجعه‌بار بود، مک‌نایل تحقیق و بررسی در خصوص مناطق اسکاتلند کوهستانی و هبریدهای بیرونی انجام داد و شخصاً به بیست و هفت منطقهٔ فاجعه‌زده سرکشی کرد.
مک‌نایل هنگام اقامت در اسکاتلند در گرانتون، ادینبرا زندگی می‌کرد.
او در سال ۱۸۵۱ به همراه سر چارلز تِرِوِلیان، انجمن مهاجرت کوهستان و جزیره را بنا نهاد و به‌واسطهٔ آن از تصفیه مناطق کوهستانی پشتیبانی کرد. در نتیجه ۵٬۰۰۰ نفر از مردم در میان سال‌های ۱۸۵۱ تا ۱۸۵۶ به استرالیا مهاجرت داده شدند.

### جنگ کریمه

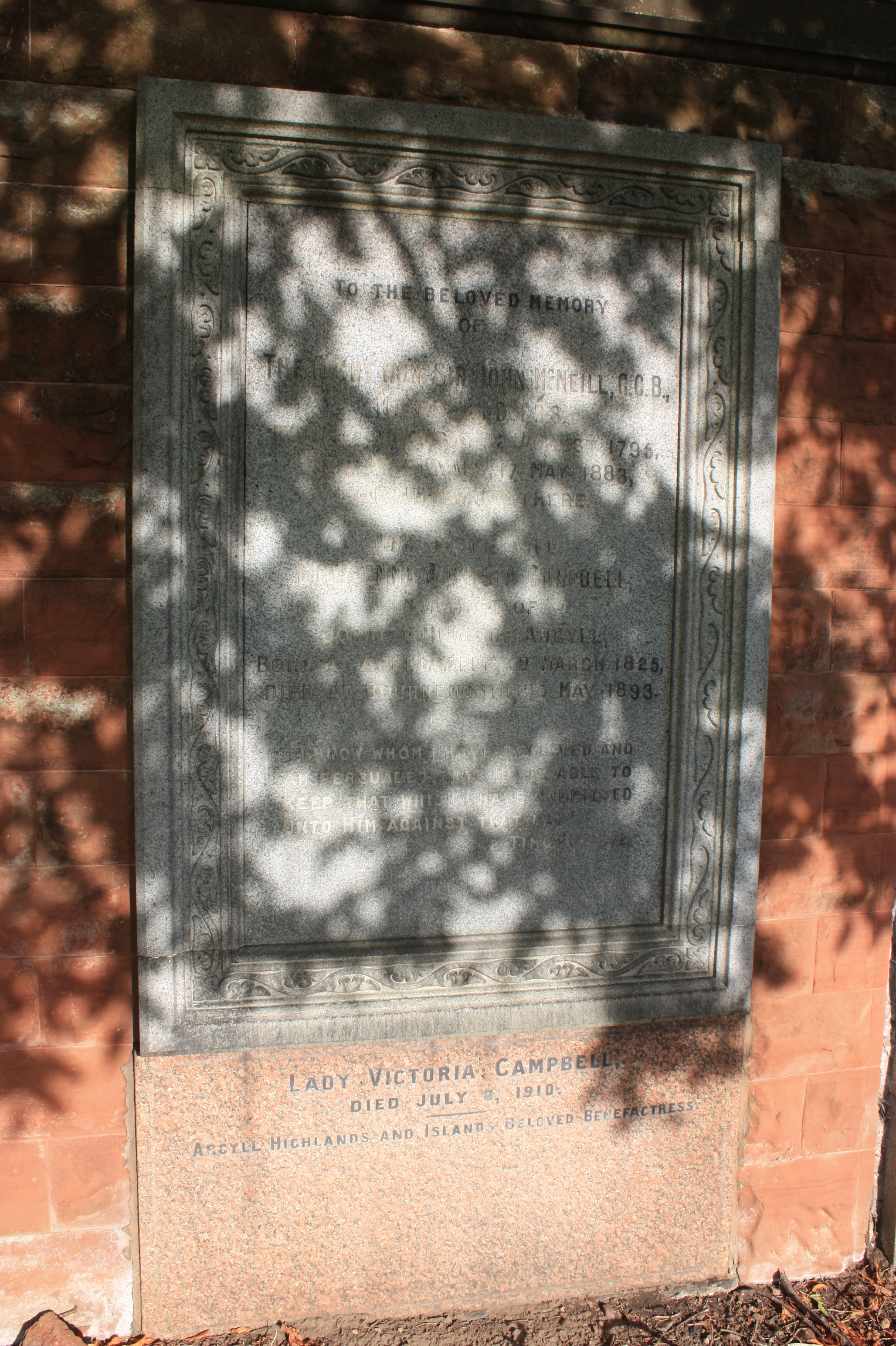
سنگ یادبود سر جان مک‌نایل و بانو اما آگوستا مک‌نایل، گورستان لیبرتون

مک‌نایل در طلیعهٔ جنگ کریمه به‌سال ۱۸۵۴ ویرایشی بر نسخ فرانسوی و انگلیسی جزوهٔ خود به نام پیشرفت و وضعیت فعلی روسیه در شرق کرد و چند فصل جدید مشتمل بر پیشرفت‌هایی که روسیه پس از ۱۸۳۶ میلادی داشته به آن اضافه کرد. در فصول جدید وی به حکام بریتانیا و دنیای مسیحی یادآور می‌شود که استقلال ترکیه و ایران از روسیه اهمیت فراوانی دارد.
با شروع سال ۱۸۵۵ یعنی وقتی که فجایع کریمه خشم عمومی را برانگیخته بود، مک‌نایل و الکساندر تولوک که تجربهٔ زیادی در بخش اداری وزارت جنگ بریتانیا داشت به کریمه اعزام شدند تا در خصوص ترتیبات و ادارهٔ کمیساریا و روش نگاهداری حساب‌ها و دلایل تأخیر در باراندازی و پخش البسه و دیگر اقلامی که به بالاکلافا فرستاده می‌شدند گزارش تهیه نمایند.
کمیسیونرها به سرعت به محل جنگ رفتند. آنها نتوانسته بودند هیچ تندنویسی همراه خود ببرند چون بودجه‌ای که خزانه‌داری به ایشان داده بود کفاف به‌کارگیری یک فرد قابل را نداشت.
گزارش تفحص مک‌نایل و تولوک یکی از مؤثرترین گزارش‌هایی بود که در خصوص افتضاح کریمه تدوین گردید. در این گزارش به شدت به نیروهای شخصی لرد راگلان فرمانده نیروهای بریتانیایی در جنگ کریمه و همچنین بازرس کل به نام فیلدر انتقاد وارد شده بود. این گزارش پس از انتشار در سال ۱۸۵۶ منجر به اتهام‌های متقابل شد چون افسران یادشده در گزارش می‌خواستند نام خود را از آن پاک کنند. کمی بعد یک هیئت از فرمانده‌هان ارتش تشکیل شد تا ارتش را تصفیه کند اما گزارش مک‌نایل-تولوک باعث شد یک حکم سلطنتی برای انجام اصلاحات حرفه‌ای در کمیساریا در اکتبر ۱۸۵۸ صورت پذیرد.
مجلس عوام بریتانیا در اقدامی غیرمعمول و به دلیل این که از ابهام‌زایی‌های قوه مجریه به تنگ آمده بود، در ۱۸۵۷ قانونی تصویب کرد تا مک‌نایل عضو شورای خصوصی شود و تولوک به نشان حمام مفتخر گردد. دانشگاه آکسفورد به مک‌نایل دکترای حقوق مدنی اعطا کرد و دانشگاه ادینبرا وی را به ریاست شوراهای مختلط خود درآورد. سخنرانی افتتاحیهٔ او در خصوص بازرسی رقابتی در سال ۱۸۶۱ منتشر شد.

## خانواده
مک‌نایل برای اولین بار در سال ۱۸۱۴ با اینس رابینسون دختر چهارم جرج رابینسون از شهر کلرمیستون میدلودین ازدواج کرد. دو سال بعد در ۱۸۱۶ همسرش درگذشت. مک‌نایل برای دومین بار با الیزا ویلسون دختر سوم جان ویلسون در سال ۱۸۲۳ ازدواج کرد. این زن در سال ۱۸۶۸ درگذشت. دکتر مک‌نایل برای بار سوم در سال ۱۸۷۱ با اما آگوستا کمبل، دختر جان کمبل دوک هفتم آرگیل ازدواج کرد.
مک‌نایل در ازدواج دوم خود باجناغ جان ویلسون نویسنده شد و در ازدواج سوم باجناغ جرج کمبل، دوک هشتم آرگیل.
مک‌نایل در ۱۷ مه ۱۸۸۳ در پورالتو نزدیک شهر کن فرانسه درگذشت. سنگ یادبود وی بر دیوار جنوب شرقی گورستان لیبرتون ادینبرا در کنار گور اما آگوستا، همسر سومش قرار دارد.

## کتابشناسی
- پیشرفت و وضعیت فعلی روسیه در شرق

| پیشین: جان کمبل | نمایندهٔ بریتانیا در ایران ۱۸۳۶–۱۸۴۴ | پسین: جاستین شیل |